# Paralychnophora
Paralychnophora é um género botânico pertencente à família Asteraceae. É no entanto por vezes considerado uma divisão do género Eremanthus.
Encontra-se no Brasil, em particular nos campos rupestres de Bahia e Minas Gerais.

## Espécies
O género Paralychnophora inclui as seguintes espécies:
- Paralychnophora harleyi (H. Rob.), D. J. N. Hind
- Paralychnophora bicolor MacLeish
- Paralychnophora patriciana D. J. N. Hind
- Paralychnophora atkinsiae D. J. N. Hind
- Paralychnophora glaziouana Loeuille
- Paralychnophora reflexoauriculata (G.M.Barroso) MacLeish

Uma espécie anteriormente descrita como Paralychnophora santosii é considerada num estudo publicado em 2012 como sendo equivalente a Paralychnophora bicolor.